# Златна (притока Попраду)
Златна (словац. Zlatná) — річка; права притока Попраду, протікає в окрузі Кежмарок.
Довжина приблизно 5,5-6,0 км. Витік знаходиться в масиві Левочська Верховина — на висоті приблизно 810 метрів.
Протікає територією міст Списька Бела (частина Стражки) і Кежмарок.. Впадає в Попрад на висоті приблизно 615—620 метрів.